# Eckstein Ferenc
Ehrenbergi Eckstein Ferenc (Alsókubin, 1769. március 28. – Pest, 1833. november 7.) orvosdoktor, császári és királyi tanácsos, a Lipót-rend lovagja, Pest és Somogy megye táblabírája, egyetemi tanár. Dédunokája Eötvös Loránd fizikus, miniszter.

## Élete
Atyja királyi kamarai tisztviselő volt; Ehrenbergi Eckstein János (1751-1812) orvos öccse. Eckstein Ferenc az orvosi tudományokat a pesti egyetemen hallgatta. 1793–1797-ig Stahli György tanár segédje volt. 1795. október 27-én sebészeti, november 26. szülészeti és 1797. augusztus 1.-jén orvosdoktori oklevelet nyert, azután Kőszeg város tiszti főorvosa lett.
1799-től a pesti egyetemen a sebészet és szülészet helyettes tanára és 1803. november 1-jétől a gyakorlati sebészet rendes tanára volt. 1809–1810-ben a nemesi fölkelők kórházainak főorvosa, később a pesti sebészeti kórház igazgatója.
1812. szeptember 5-én I. Ferenc magyar király nemességet és családi címert adományozott neki, feleségének és gyermekeinek. 1824. szeptember 27-én pesti polgári jogot szerzett. 1825-ben császári és királyi tanácsos lett.
Pesten, a Váci út melletti sírkertben helyezték örök nyugalomra 1833. november 9-én.

## Házassága és gyermekei
Felesége Wehner Erzsébet (†1837). Házasságukból született:
- ehrenbergi Eckstein Rudolf (1802-1874). Felesége, Gottesleben Magdolna.
- ehrenbergi Eckstein Anna Franciska (*Pest, 1801. június 2.–†Pest, 1842. július 5.).[3] Férje, barkóczi Rosty Albert (1779-1847) Békés vármegye alispánja.
- ehrenbergi Eckstein Alojzia (1803-1888). Férje nemes Novák Antal (1797-1843) Békés vármegye alispánja.

## Művei
- Casus chirurgici tres, in publicum artis suae specimen descripti. Pesthini, 1803
- Relatio officiosa generalis de nosocomiis pro nobili insurgente militia hungarica anno 1809. erectis et administratis. Budae, 1810
- Tabellarische Darstellung der gebräuchlichsten chirurgischen Instrumente, Binden und Maschinen älterer und neuerer Zeit, zum Behufe der Wundarznei beflissenen. Uo. 1822 (ezen cím alatt is: Akologie…)

Több cikke van a berlini Encyclop. Wörterbuch der medicinischen Wissenschaft-ban.
Kézirati munkája: Vorlesungen über die Wundarzneikunst. Pest, 1819–20.